# Timorpapegoja
Timorpapegoja (Aprosmictus jonquillaceus) är en fågel i familjen östpapegojor inom ordningen papegojfåglar.

## Utbredning och systematik
Timorpapegoja delas in i två underarter:
- A. j. jonquillaceus – förekommer på östra Små Sundaöarna (öarna Timor och Roti)
- A. j. wetterensis – förekommer på Wetar (östra Små Sundaöarna)

## Status
IUCN kategoriserar arten som nära hotad.